# فرانسیسکا ری‌یز-آکینو
فرانسیسکا ری‌یز-آکینو (انگلیسی: Francisca Reyes-Aquino)؛ (۹ مارس ۱۸۹۹–۲۱ نوامبر ۱۹۸۳) یک رقصندۀ فولکلور و شخصیت دانشگاهی اهل فیلیپین بود که به دلیل تحقیقات خود در مورد رقص فولکلور فیلیپین شهرت دارد. وی جایزه شایستگی جمهوری و همچنین جایزه رامون مگسیسی (Ramon Magsaysay) را دریافت کرد و به‌عنوان یک هنرمند ملی فیلیپین در رقص مشخص شده‌است.

## اوایل زندگی
فرانسیسکا در مارس ۱۸۹۹ به دنیا آمد.

## مرگ
فرانسیسکا در سال ۱۹۸۳ در مانیل، فیلیپین درگذشت.

## میراث و افتخارات
فرانسیسکا با گوگل دودل که از رقص محبوب فیلیپینی او طراحی شده بود، و در ۹ مارس ۲۰۱۹ رونمایی شد مورد تقدیر قرار گرفت تا ۱۲۰مین سالگرد تولد او را جشن بگیرند و کمکهای بسیار ارزنده او در رقص فیلیپینی را پاس بدارند.